# Der Mussolini
Der Mussolini är en singel från 1981 av den tyska electropunkgruppen Deutsch Amerikanische Freundschaft, vilken utgavs som den första singeln från bandets tredje studioalbum Alles ist gut. "Der Mussolini" blev en internationell hit.
Covers har gjorts av bland andra KMFDM och Nouvelle Vague. Giorgio Moroder och Denis Naidanow har gjort en remix på låten.

## Låtlista
Vinylsingel
1. "Der Mussolini" – 4:15
2. "Der Räuber und der Prinz" – 3:00

Maxisingel
1. "Der Mussolini" – 3:53
2. "Der Räuber und der Prinz" (Long Version) – 3:23